# Supercoppa islandese 2019 (pallavolo maschile)
La Supercoppa islandese 2019, 3ª edizione della Supercoppa nazionale di pallavolo maschile, si è svolta il 15 settembre 2019: al torneo hanno partecipato due squadre di club islandesi e la vittoria finale è andata per la seconda volta consecutiva al KA Akureyri.

## Regolamento
La formula ha previsto una gara unica.

## Squadre partecipanti
| Squadra     | Qualificazione                                         |
| ----------- | ------------------------------------------------------ |
| Álftaness   | Finalista Coppa d'Islanda 2018-19                      |
| KA Akureyri | Vincitrice Coppa d'Islanda 2018-19/Úrvalsdeild 2018-19 |

## Torneo
| 15 settembre 2019 Íþróttahús, Húnaþing vestra Durata: 1h:49 - Spettatori: 80 | KA Akureyri | 3 - 2 | Álftaness | 25-19, 25-22, 22-25, 23-25, 16-14 |